# Nastro d'argento alla migliore canzone originale
Il Nastro d'argento alla migliore canzone originale è un riconoscimento cinematografico italiano assegnato annualmente dal Sindacato Nazionale Giornalisti Cinematografici Italiani a partire dal 1999.

## Albo d'oro
I vincitori sono indicati in grassetto, a seguire gli altri candidati.

### Anni 1999-2009
- 1999: Ho perso le parole di Luciano Ligabue - Radiofreccia
- 2000: non assegnato
- 2001: L'ultimo bacio di Carmen Consoli - L'ultimo bacio
  - Chiedimi se sono felice di Samuele Bersani - Chiedimi se sono felice
  - Due destini dei Tiromancino - Le fate ignoranti
  - Anghelos di Piero Marras - Un delitto impossibile
- 2002: Gianna Nannini - Momo alla conquista del tempo
  - Edoardo Bennato - Il principe e il pirata
  - Elisa - Casomai
  - Luciano Ligabue - Da zero a dieci
  - Moni Ovadia - Iris - Un amore vero (Iris)
- 2003: Gocce di memoria di Giorgia - La finestra di fronte
  - Corpi in movimento di Franco Battiato - Gli astronomi
  - Mucca cannibala degli Otto Ohm - Bimba - è clonata una stella
  - Piccolo tormento degli Avion Travel - La felicità non costa niente
  - Ricordati di me di Pacifico - Ricordati di me
- 2004: Prima dammi un bacio di Lucio Dalla - Prima dammi un bacio
  - La canzone di Vesuvia di Edoardo ed Eugenio Bennato - Totò Sapore e la magica storia della pizza
  - Core fujente di Pino Daniele - Opopomoz
  - 'E femmene di Vincenzo Salemme - Ho visto le stelle!
  - Il paradiso all'improvviso di Gianluca Tibaldi - Il paradiso all'improvviso
- 2005: Un senso di Vasco Rossi e Saverio Grandi - Non ti muovere
  - And I Close My Eyes di Marina Rei - Fino a farti male
  - Che ne sarà di noi di Gianluca Grignani e Andrea Guerra - Che ne sarà di noi
  - Christmas in Love di Tony Renis - Christmas in Love
  - Una storia d’amore e vanità di Morgan - Il siero della vanità
- 2006: Mentre tutto scorre dei Negramaro - La febbre
  - Swan di Elisa - Melissa P.
  - Warriors of light – Sei o non sei dei Room 108 (Marco Casu e Marco Velluti) - Mai + come prima
  - Solo per te di Francesco Tricarico - Ti amo in tutte le lingue del mondo
  - Tra cielo e terra di Pietro Cantarelli cantata da Tosca - Cielo e terra
- 2007: Passione di Neffa - Saturno contro
  - Eppur sentire (Un senso di te) di Elisa e Paolo Buonvino - Manuale d'amore 2 - Capitoli successivi
  - Ho voglia di te cantata da Laura Chiatti - Ho voglia di te
  - Trust in me di Paolo Jannacci e Daniele Moretto cantata da Manuela Zanier - Mi fido di te
  - Brucia questo amore cantata da Laura Morante - Liscio
- 2008: L'amore trasparente di Ivano Fossati - Caos calmo
  - ‘O munn va’ di Pino Daniele - La seconda volta non si scorda mai
  - Mi persi di Daniele Silvestri - Notturno bus
  - Il mondo stretto in una stanza di Daniele Silvestri - Questa notte è ancora nostra
  - Pazienza di Gianna Nannini e Pacifico - Riprendimi
  - Un altro posto nel mondo di Mario Venuti e Kaballà - Agente matrimoniale
  - La mia patria attuale di Massimo Zamboni cantata da Nada - Il mio paese
- 2009: Piangi Roma dei Baustelle con Valeria Golino - Giulia non esce la sera
  - Il cielo ha una porta sola di Biagio Antonacci - Ex
  - Don't Leave Me Cold di Megahertz, cantata da Laura Chiatti e Claudio Santamaria - Il caso dell'infedele Klara
  - Per fare a meno di te di Giorgia e Fabrizio Campanelli - Solo un padre
  - Senza farsi male di Fabio Abate e Carmen Consoli - L'uomo che ama

### Anni 2010-2019
- 2010: Sogno di Marco Giacomelli, Fabio Petrillo (musica), Ilaria Cortese e Patty Pravo (testi) - Mine vaganti
  - Angela di Checco Zalone - Cado dalle nubi
  - Baciami ancora di Jovanotti, Saturnino Celani, Riccardo Onori (musica), Jovanotti (testi) - Baciami ancora
  - Scusa di Gianna Nannini - Genitori & figli - Agitare bene prima dell'uso
  - Sogno di Gianna Nannini - Viola di mare
- 2011:  Amami di più di Francesco Cerasi, Emilio Solfrizzi e Alessio Bonomo cantata da Emilio Solfrizzi - Se sei così ti dico sì
  - Che bella giornata di Luca Medici cantata da Checco Zalone - Che bella giornata
  - Follia d'amore di Raphael Gualazzi - Manuale d'amore 3
  - Immaturi di Alex Britti - Immaturi
  - Vuoto a perdere di Gaetano Curreri e Vasco Rossi cantata da Noemi - Femmine contro maschi
- 2012: Love Is Requited di Andrea Guerra e Michele von Buren, interpretata da Elisa - Un giorno questo dolore ti sarà utile (Someday This Pain Will Be Useful to You)
  - Il viaggio di Daniele Silvestri, interpretata da Daniele Silvestri - Immaturi - Il viaggio
  - Therese di Angelica Caronia, Gaetano Curreri e Andrea Fornili, interpretata da Angelica Ponti - Posti in piedi in paradiso
  - Scialla! di Amir Issaa & Caesar Productions - Scialla! (Stai sereno)
  - Something is Changing di Malika Ayane e Paolo Buonvino, interpretata da Malika Ayane - Il giorno in più
- 2013: Amor mio di Cesare Cremonini cantata da Gianni Morandi - Padroni di casa
  - Il silenzio di Niccolò Fabi - Pulce non c'è
  - Hey Sister di Violante Placido - Cose cattive
  - La cicogna di Vinicio Capossela & Banda Osiris - Il comandante e la cicogna
  - Grovigli di Malika Ayane - Tutti i rumori del mare
  - Se si potesse non morire di Francesco Silvestre cantata dai Modà - Bianca come il latte, rossa come il sangue
- 2014: Song'e Napule di C. Di Riso e F. D'Ancona interpretata da Giampaolo Morelli - Song'e Napule
  - 'A malìa di Darion Sansone interpretata dai Foja - L'arte della felicità
  - Ecco che di Giuliano Sangiorgi ed Elisa (anche interprete) - L'ultima ruota del carro
  - Siedimi accanto di Sergio Cammariere (anche interprete) - Maldamore
  - Tutta colpa di Freud di Daniele Silvestri (anche interprete) - Tutta colpa di Freud
  - Te quiero para vivir di Massimo Nunzi e Diana Tejera interpretata da Peppe Servillo e Geppi Cucciari - Un fidanzato per mia moglie
- 2015: Sei mai stata sulla Luna? di Francesco De Gregori - Sei mai stata sulla Luna?
  - Cocciu d'amuri  di Lello Analfino - Andiamo a quel paese
  - Mocca alla crisi di Pivio e Aldo De Scalzi, Claudio Pacini, Antonello De Leo, e Pietro Loprieno interpretata da Aldo De Scalzi - Le frise ignoranti
  - Time for My Prayers di Raphael Gualazzi, Giuliano Sangiorgi e la partecipazione di Erica Mou interpretata da Raphael Gualazzi - Un ragazzo d'oro
  - Buonesempio di Giordano Corapi e Roberta Serretiello - Take Five
  - Morirò d'incidente stradale di I Gatti mezzi - Fino a qui tutto bene
- 2016: Perfetti sconosciuti di Fiorella Mannoia, Bungaro e Cesare Chiodo interpretata da Fiorella Mannoia - Perfetti sconosciuti
  - A cuor leggero di Riccardo Sinigallia (anche interprete) - Non essere cattivo
  - E tu dimane di Alessandro Siani interpretata da Antonio Rocco - Troppo napoletano
  - La prima Repubblica di Checco Zalone - Quo vado?
  - Torta di noi di Niccolò Contessa (anche interprete) - La felicità è un sistema complesso
- 2017: Abbi pietà di noi, musica e testi di Enzo Avitabile, interpretata da Enzo Avitabile, Angela e Marianna Fontana - Indivisibili
  - Donkey flyin' in the sky, musica e testi di Santi Pulvirenti, interpretata da Thony - In guerra per amore
  - Quando le canzoni finiranno, musica e testi di Diego Mancino, Dardust, interpretata da Emma - La cena di Natale
  - L'estate addosso, musica di Jovanotti, Christian Rigano e Riccardo Onori, testi di Jovanotti, Vasco Brondi, interpretata da Jovanotti - L'estate addosso
  - Ho perso il mio amore, composta da Cheope, Federica Abbate e Giuseppe Anastasi, interpretata da Arisa - La verità, vi spiego, sull'amore
- 2018: Bang bang - Ammore e malavita, interpretata da Pivio e Aldo De Scalzi e Serena Rossi
  - Amori che non sanno stare al mondo - Amori che non sanno stare al mondo, interpretata da Giovanni Truppi
  - Arrivano i prof - Arrivano i prof, interpretata da Rocco Hunt
  - Durango Blues - Benedetta follia, interpretata da Michele Braga e Elisa Zoot
  - Fidati di me - Riccardo va all'inferno, interpretata da Massimo Ranieri
  - Ho cambiato i piani - Nove lune e mezza, interpretata da Arisa
  - Proof - Il premio, interpretata da Matilda De Angelis, Maurizio Filardo e Wrongonyou
  - Sconnessi - Sconnessi, interpretata da Carolina Rey
  - The Place - The Place, interpretata da Marianne Mirage
  - Tiemp'e veleno - Veleno, interpretata da Enzo Gragnaniello
- 2019:  A' speranza - Il vizio della speranza, scritta e interpretata da Enzo Avitabile
  - La vitaaa - Achille Tarallo, scritta e interpretata da Tony Tammaro
  - L'anarchico -  Il banchiere anarchico, di Giulio Base e Sergio Cammariere, interpretata da Sergio Cammariere
  - Nascosta in piena vista - Troppa grazia, scritta e interpretata da I Cani
  - Tic tac - Saremo giovani e bellissimi, di Matteo Buzzanca e Lorenzo Vizzini, interpretata da Barbora Bobuľová

### Anni 2020-2029
- 2020: Che vita meravigliosa – Testo, musica, interpretazione di Diodato – La dea fortuna
  - Gli anni più belli – Testo, musica, interpretazione di Claudio Baglioni – Gli anni più belli
  - Il ladro di giorni – Testo e musica di Alessandro Nelson Garofalo, interpretazione di Nelson e Gnut – Il ladro di giorni
  - Rione Sanità – Testo, musica, interpretazione di Ralph P. – Il sindaco del rione Sanità
  - Un errore di distrazione – Testo, musica, interpretazione di Brunori Sas – L'ospite
  - We Come From Napoli – Testo e interpretazione di Liberato – Ultras
- 2021[1]: Io sì (Seen) - Testo e musica Laura Pausini, Niccolò Agliardi e Diane Warren, interpretazione Laura Pausini - La vita davanti a sé
  - Cerotti - Testo e musica Federico Zampaglione, Gazzelle, interpretazione Tiromancino - Morrison
  - Gli anni davanti - Testo, musica e interpretazione Pacifico - Genitori vs influencer
  - Magic - Testo e musica Greta Mariani e Alessandro Molinari, interpretazione Greta Mariani - Addio al nubilato
  - Sul più bello - Testo Andrea De Filippi, musica Andrea De Filippi e Lorenzo Milano, interpretazione Alfa - Sul più bello
- 2022: La profondità degli abissi (testi e interpretazione di Manuel Agnelli) – Diabolik
  - Sei tu (musica di Fabrizio Moro e Roberto Cardelli, testi e interpretazione di Fabrizio Moro) - Ghiaccio
  - Sulle nuvole (musica, testi e interpretazione di Tommaso Paradiso ) - Sulle nuvole
  - Nei tuoi occhi (musica di Francesca Michielin e Andrea Farri, testi e interpretazione di Francesca Michielin) - Marilyn ha gli occhi neri
  - Just You (musica e testi di Giuliano Taviani e Carmelo Travia, interpretata da Marianna Travia) - L'arminuta
- 2023: Caro amore lontanissimo (musica di Sergio Endrigo, testi di Riccardo Sinigallia, interpretata da Marco Mengoni) - Il colibrì
  - Leggera (musica e testi di Levante, Antonio Filippelli, Daniel Gabriel Bestonzo, interpretata da Levante) - Romantiche
  - Se mi vuoi (musica, testi e interpretazione di Diodato) - Diabolik - Ginko all'attacco!
  - La palude (musica e testi di Niccolò Falsetti, Giacomo Pieri, Alessio Ricciotti, Francesco Turbanti, interpretata da Francesco Turbanti, Emanuele Linfatti, Matteo Creatini) - Margini
  - Proiettili (ti mangio il cuore) (musica di Joan Thiele, Elisa, Emanuele Triglia, testi e interpretazione di Elodie, Joan Thiele) - Ti mangio il cuore
  - 'O Dj (Don't Give Up) (musica, testi e interpretazione di Liberato) - Mixed by Erry
- 2024: La mia terra (musica, testi e interpretazione di Diodato) - Palazzina Laf
  - Adagio (musica, testi e interpretazione dei Subsonica) - Adagio
  - Io non sono qui (musica di Pivio e Aldo De Scalzi, testo di Nelson, interpretata da Raiz) - Diabolik - Chi sei?
  - La vita com'è (musica, testi e interpretazione di Brunori Sas) - Il più bel secolo della mia vita
  - Ribellati e vai! (musica di David Rhodes, testo di David Rhodes e Roddy Doyle, interpretata da Matilda De Angelis, adattamento italiano di Bruno Tognolini e Gianclaudia Franchini) - Mary e lo spirito di mezzanotte

- 2025: Canta ancora (musica, testi e interpretazione di Arisa, musica Giuseppe Barbera)
  - E sì arrivata pure tu (musica, testi e interpretazione di Valerio Piccolo) - Parthenope
  - Follemente  (musica, testi e interpretazione di Levante) - Follemente
  - La malvagità (musica, testi e interpretazione di Colapesce) - Iddu - L'ultimo padrino
  - L'avresti detto mai (musica, testi e interpretazione di Malika Ayane, testi Pacifico, musiche Andrea Bonomo e Luigi De Crescenzo) - 30 notti con il mio ex